# José Ruiz Guirado
José Ruiz Guirado (San Lorenzo de El Escorial, Madrid; 1955) escritor español.
Miembro de la Asociación Colegial de Escritores y de la The European Writers Congress.

## Biografía
Segundo de seis hermanos. Fallece el padre repentinamente y la necesidad obliga a compaginar estudios con trabajo. Estudia contabilidad para poder trabajar en diferentes empresas. 

## Obra
- 1980 presenta su primer libro "Ilusiones del Almendro", con prólogo del otrora Rector de la Universidad María Cristina, Octavio Uña Juárez, con el que se inaugura la Casa de Oficios de El Escorial. ISBN 84-300-3040-9
- 1982 presenta en la Sala de Cultura de la delegación de la Junta de Galicia la carpeta "Líneas y Palabras", con ilustraciones del profesor de Grabado de la Universidad de Bellas Artes de Pontevedra, Manolo Dimas.
- 1983 publica el libro de cuentos "Albérchigos". ISBN 84-604-4491-0
- 1987 publica el libro "Prosas escurialenses".Dep.Legal PO-124-97 Ed. Librería Casalderrey.
- 1997 publica el libro "Intrahistoria de Marín"D. legal. Po/121-98. Ed. Caixa de Pontevedra.
- 1998 publica "A quien conmigo va" poemas.D. Legal PO-124-97 Ed. L.Casalderrey.
- 1999 se incluye su trabajo "Hacia una biografía de Manuel Andújar", en las actas del Congreso "Sesenta anos despois", celebrado en la Universidad de Santiago. Edicios Do Castro. ISBN 84-87478-28- X obra completa

ISBN 84-7492-931-8 vOLUMEN 1 Pag. 509-518 
- 2001 publica el ensayo "El carnaval marinense",D. legal. PO-124-07 Revista Acibal. L.Casalderrey.
- 2006 publica "Crónicas del Barrio del Rosario", con ilustraciones de Félix Bernadino.Ed Ayuntamiento San Lorenzo de El Escorial.
- 2007 publica "Crónicas de Robledondo" con ilustraciones de Félix Bernardino, Ed. Ayuntamiento de Santa María de la Alameda.
- 2016 publica "Prosas escurialenses" con ilustraciones de Félix Bernardino, Ed. Ergón D.Legal M-35294-2016
- 2017 publica "Escorial"con Portada de Félix Ayuso, Ed. Ergón. D. Legal M-27751-2017.
- 2018 publica "Al filo de la tarde". Portada Mariano Blázquez (Partido), Ed. Ergón. D. Legal M-11387-2018.
- 2019 publica "¿Quieres que te cuente un cuento de pan y pimiento que nunca se acaba y ya se acabó? Portada Manolo Salamamca, Ed. Ergón. D. Legal M-2812-2019
- 2022 publica "Al abrigo del Monte Abantos" Portada Manolo Dimas Salamanca, Ed. El Boletín. ISBN 978-84-125486-4-8.